# Scelotes arenicola
Scelotes arenicola — вид сцинкоподібних ящірок родини сцинкових (Scincidae). Мешкає в Мозамбіку і Південно-Африканській Республіці.

## Поширення і екологія
Scelotes arenicola мешкають на узбережжі Мозамбіку (на південь від Ін'ямбане) та провінції Квазулу-Наталь в ПАР (на південь до озера Сібаї). Вони живуть серед прибережних піщаних дюн, на висоті до 100 м над рівнем моря.